# Pleslin-Trigavou
Pleslin-Trigavou è un comune francese di 3 525 abitanti situato nel dipartimento delle Côtes-d'Armor nella regione della Bretagna.

## Società

### Evoluzione demografica
Abitanti censiti